# Megyn Price
Megyn Price, přechýleně Megyn Priceová (* 24. března 1971), je americká herečka. Nejvíce ji proslavila role Claudie Finnerty ze seriálu stanice FOX Grounded for Life (2001–2005) a role Audrey Bingham ze seriálu stanice CBS, Pravidla zasnoubení (2007–2013).

## Mládí
Megyn se narodila v Seattlu ve státě Washington a vyrůstala v rodině, kde byli všichni Mormoni. Během studia na Norman High School v Oklahomě, napsala a zrežírovala hru Here Comes The Sun (Odtud přichází Slunce), ale hraní ve školním divadle bylo pro ni ponižující. Na univerzitě Stanford studovala ekonomiku a komunikaci a dál pokračovala v psaní her pro školní divadlo. Později pak psala hry pro divadlo v San Franciscu. O pár let později, když pracovala jako investiční bankéřka, rozhodla se hrát profesionálně.

## Osobní život
Megyn žije v Montecito v Kalifornii se svým druhým manželem Edwardem Cotnerem, který je jejím přítelem z vysoké školy a pracuje jako doktor. Mají spolu dceru jménem Grace Cotner. Jejím prvním manželem byl Bill Lawrence, tvůrce seriálu Scrubs: Doktůrci a jiných televizních show.